# Piotr z Działynia
Piotr z Działynia (ur. ok. 1390 lub wcześniej, zm. między 1441 a 1444) – protoplasta rodu Działyńskich. 
Syn Mikołaja z Kutna, od 1413 właściciel wsi Działyń, Wola i Zembowiec. Rycerz pasowany, podkoni dobrzyński w latach 1426–1434, następnie podkomorzy dobrzyński w latach 1437–1441, w 1433 poświadczony jako starosta dobrzyński (bobrownicki).
Z nieznanej z imienia żony (nienoszącej imienia Jadwiga) miał dzieci: dowodnie córki Annę (żonę Mikołaja z Ostrowa) i Katarzynę (żonę Stanisława Blocha z Turzy) oraz prawdopodobnie synów kasztelana rypińskiego Jana i Mikołaja (wzmiankowanego 1442; prawdopodobnie ojca wojewody inowrocławskiego Mikołaja).